# Вельке-Вежно
Вельке-Вежно (пол. Wielkie Wieżno) — грузовая железнодорожная станция в деревне Вельке-Вежно (польск. Wielkie Wierzno) в гмине Фромборк, в Варминьско-Мазурском воеводстве Польши.
Участковая станция построена в 1953 году на международной железнодорожной линии Мальборк — Калининград, кроме того здесь тот же маршрутой ведёт к российско-польской границе грузовая линия Богачево — Мамоново с шириной русской колеи.